# 그레-노-리

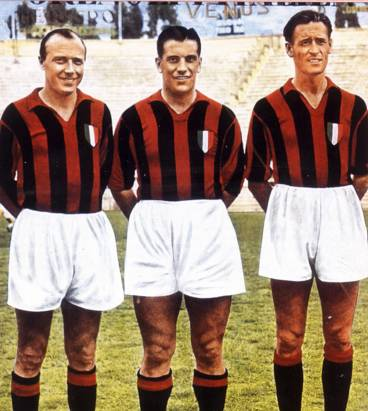
AC 밀란의 군나르 그렌, 군나르 노르달, 닐스 리드홀름

그레-노-리(Gre-No-Li)는 세 명의 스웨덴 축구 선수 군나르 그렌, 군나르 노르달 및 닐스 리드홀름의 성을 합성한 명칭이다. 이 명칭은 1950년대 스웨덴 대표팀과 이탈리아 클럽 AC 밀란 에서 뛰는 동안 이 선수들이 강력한 공격 트리오를 구성한 후 구어체로 사용되었다.
3명의 포워드는 런던 에서 열린 1948년 올림픽 토너먼트에서 스웨덴이 올림픽에서 금메달을 얻는데 큰 기여를 했다. 그 직후인 1949년 1월 센터 포워드 노르달이 밀란에 입단했고 같은 해 여름에 그렌과 리드홀름도 밀란에 입단했다.
트리오의 영향력은 경기에서 바로 나타났으며 노르단은 1948-49 시즌 후반기에 15경기에서 16골을 넣었고, 1949-50 시즌 에 밀란은 38경기에서 118골을 득점했다(세리에 A 시즌 20개 팀 기록). 구단에서 트리오의 주목할만한 업적은 밀란이 이전 우승 이후 44년 만에 스쿠데토 우승을 차지한 다음 시즌이었다. 리드홀름과 노르달도 1955년에 타이틀을 획득했으며 리드홀름은 그렌과 노르달이 모두 팀을 떠난 후 1957년과 1959년에 두 개의 타이틀을 더 획득했다. 노르달은 1949년부터 1956년까지 세리에 A 시즌 7개 중 5개 시즌 동안 전체 최고 득점자였으며, 2023년 현재끼지 리그 역사상 세 번째로 높은 득점자 이자 밀란 역사상 역대 최고 득점자로 남아 있다. 트리오의 활약은 1951년과 1956년에 두 번의 라틴 컵을 달성하는 데에도 큰 기여를 했다. 1953년에는 구단을 떠난 그렌 없이 우승했다. 이후에도 노르달은 1956년 밀란을 떠나 AS 로마에 입단했고, 리드홀름은 1956년부터 1961년까지 축구에서 은퇴할 때까지 미드필더의 리더이자 주장으로 클럽에 머물렀다.